# Іст-Дансіт (Північна Дакота)
Іст-Дансіт (англ. East Dunseith) — переписна місцевість (CDP) в США, в окрузі Ролетт штату Північна Дакота. Населення — 500 осіб (2010).

## Географія
Іст-Дансіт розташований за координатами 48°51′48″ пн. ш. 100°1′19″ зх. д. / 48.86333° пн. ш. 100.02194° зх. д. (48.863246, -100.021856).  За даними Бюро перепису населення США в 2010 році переписна місцевість мала площу 13,48 км², з яких 13,28 км² — суходіл та 0,20 км² — водойми.

## Демографія
Згідно з переписом 2010 року, у переписній місцевості мешкало 500 осіб у 134 домогосподарствах у складі 112 родин. Густота населення становила 37 осіб/км².  Було 152 помешкання (11/км²).
Расовий склад населення:
| - 98,6 % — корінних американців - 1,0 % — білих - 0,2 % — чорних або афроамериканців |

До двох чи більше рас належало 0,0 %. Частка іспаномовних становила 1,6 % від усіх жителів.
За віковим діапазоном населення розподілялося таким чином: 41,0 % — особи молодші 18 років, 56,4 % — особи у віці 18—64 років, 2,6 % — особи у віці 65 років та старші. Медіана віку мешканця становила 23,3 року. На 100 осіб жіночої статі у переписній місцевості припадало 87,3 чоловіків;  на 100 жінок у віці від 18 років та старших — 86,7 чоловіків також старших 18 років.
Середній дохід на одне домашнє господарство  становив 30 547 доларів США (медіана — 24 545), а середній дохід на одну сім'ю — 29 248 доларів (медіана — 22 500). За межею бідності перебувало 46,3 % осіб, у тому числі 51,5 % дітей у віці до 18 років та 41,7 % осіб у віці 65 років та старших.
Цивільне працевлаштоване населення становило 144 особи. Основні галузі зайнятості: мистецтво, розваги та відпочинок — 31,9 %, освіта, охорона здоров'я та соціальна допомога — 27,1 %, сільське господарство, лісництво, риболовля — 12,5 %, роздрібна торгівля — 7,6 %.